# شهر نو (بدخشان)
شهر نو (به لاتین: Shahr-i Now) یک منطقهٔ مسکونی در افغانستان است که در ولسوالی خواهان واقع شده‌است. شهر نو ۱٬۰۴۰ متر بالاتر از سطح دریا واقع شده‌است.